# Malgassoclanis delicatus
Malgassoclanis delicatus là một loài bướm đêm thuộc họ Sphingidae. Loài này có ở Madagascar.